# 博韦拉
博韦拉，是西班牙加泰罗尼亚莱里达省的一个市镇。 总面积31平方公里，总人口384人（2001年），人口密度12人/平方公里。